# Philips Snoy
Philippus (Philips) Snoy (Utrecht, 6 oktober 1570 - Mechelen, 9 juni 1637) was een Zuid-Nederlands politicus.

## Levensloop
Hij behoort tot het adellijke Mechelse geslacht Snoy en was de zoon van Josse Snoy en Walburge van der Aa.
Hij werd page aan het Hof van Savoye, van waaruit hij onder meer een reis naar Spanje maakte met aartshertog Albert. Omstreeks 1604 was Snoy schepen te Mechelen en vervolgens burgemeester. Tevens was hij heer van Poederlee, Gierle, Oppuurs en Befferen. Ten slotte was hij hoofdman van het Hellebaardiersgilde omstreeks 1619.
Snoy werd ridder per octrooi van 2 maart 1633. Hij was gehuwd met Florence de Brimeu met wie hij 5 kinderen had. Later volgde een huwelijk met Marie van der Dilft waaruit één kind voortkwam en een huwelijk met Lucie van der Laen met drie kinderen tot gevolg.